# Sala Clamores
Clamores es una sala de conciertos ubicada en el distrito de Chamberí, en Madrid. Fundada en 1981, ha sido durante décadas un lugar emblemático en la escena musical de la ciudad, acogiendo a músicos nacionales e internacionales de diversos géneros como jazz, blues, soul, rock, pop, flamenco y música latina. Además de promover nuevos talentos de la escena musical española.

## Historia
El fallecimiento de Francisco Franco el 20 de noviembre de 1975 marcó el inicio de la transición a la democracia en España, tras casi cuarenta años de dictadura. Un hecho que fue un factor determinante para el desarrollo económico español. En el año 1981 en Madrid con la vida nocturna de la Movida madrileña a pleno rendimiento en los locales de la capital y aprovechando el repunte que había experimentado el jazz en la música española, Germán Pérez y Ángel Viejo, se aventuraron con un nuevo proyecto que pasaría a formar parte de la historia musical en directo de la capital. Tomó su nombre del arroyo segoviano Clamores y en aquella época el club se convirtió, junto al Whisky Jazz, en la única sala que programaba jazz en la ciudad. De esta manera, en medio de la llamada “Movida”, surge un club que apuesta por el género de la improvisación.
Sin embargo, el jazz no es lo único que Clamores ofrece, pues también cuenta con conciertos de soul, funk, pop, rock, folk, canción de autor, blues, etc. Una de las programaciones más variadas y cuidadas de la capital. Un local amplio, con una buena acústica y con un escenario que ha sido toda una representación de la cultura española, elementos que han llevado a este espacio a formar parte del Censo de Salas de Patrimonio Cultural de la Comunidad de Madrid desde el año 2013. Además de la música en vivo, la Sala Clamores también ha sido lugar de encuentro para otras actividades culturales como sesiones de Djs, eventos empresariales, presentaciones, etc. 

## 40 Aniversario
La Sala Clamores es un espacio cultural innovador en España, que ha contribuido de manera significativa a la difusión y promoción de la música en vivo de calidad y a la recuperación, preservación y difusión del patrimonio musical español. La variedad estilística y la calidad de los artistas que han pasado por su escenario han sido, “marca de la casa”. El local, al más puro estilo neoyorquino reabrió sus puertas tras 13 meses de cierre por la crisis de la CO-VID 19 coincidiendo con su 40 aniversario. Este parón se aprovechó para renovar sus instalaciones con una apuesta aún más decidida por la música en directo de calidad con un escenario completamente reformado que cuenta con una pantalla led de 1,70 por tres metros. Este nuevo concepto de Clamores 3.0 incluye una nueva oferta de conciertos vía streaming.

## Equipo
Clamores ha sido pionera en la programación de músicos nacionales e internacionales de primer nivel, así como en la promoción de nuevos talentos de la escena musical española, destacando por su calidad artística y técnica, ofreciendo un espacio de referencia para la música en vivo, con una acústica y una iluminación cuidadas que hacen posible que el público disfrute de la música en las mejores condiciones. Cabe remarcar que es una de las pocas salas de conciertos que posee un piano acústico Yamaha C3 de media cola. Además, cuenta con una pantalla led que cubre toda la parte trasera del escenario lo que permite a los artistas apoyar su show con elementos visuales.

## Algunos artistas que han tocado en Clamores
•Tete Montoliu • Antonio Vega • Pedro Iturralde • Jerry González • Ara Malikian • Joe Henderson • Rozalén • Johnny Grifin • Roy Haynes • Paul Motan • Tom Harrell       • Kenny Garrett • Elliott Murphy • José Mercé • Brandford Marsalis • Omara Portuondo • Richard Bona • Esbjörn Svensson • John Patitucci • Joe Cocker • Kiko Veneno   • Stanley Jordan • Chucho Valdés • Chano Domínguez • Compay Segundo • John Scofield • Judith Hill • Dayna Kurtz • Carmen París • Diego El Cigala • Chano Lobato  • Ismael Serrano • Luis Eduardo Aute • Carmen Linares • Marquis Hill • Bill Evans • Mark Guiliana • Julian Lage • Osaka Monaurail • Joe Louis Walker   • London Afrobeat Orchestra • The Apples • Kandace Springs • Fred Wesley• Miguel Poveda • Christan Scott • Liv Warfield • Lou Marini • Chuck Loeb • Septeto Santiaguero • Ariel Rot • Javier Krahe • Quique González • Nitai Hershkovits • Mark Lettieri • Aaron Abernathy • Steffen Morrison • PJ Morton • Red House • Tarek Yamani  • Watermelon Slim • Javier Elorrieta • Natalia Dicenta • Esperanza Spalding • Concha Buika • Javier Colina • CMQ Big Band • Javier Ruibal • Carlos Chaouen  • Roberto Fonseca • Eliade Ochoa • Berta Moreno • Yussef Dayes • Labordeta • Andrea Motis • Shayna Steele • Corey Harris • Shai Maestro • Amaro Freitas • María José Llergo • Dirty Dozen Brass Band •Wallace Roney • Marc Ribot • Terence Blanchard • Robert Glasper • Cecile McLorin Salvant • Christone “Kingfish” Ingram • Benny Golson • Los Secretos • Jayme Marques • Rancapino • Mike Stern • Noa • Barry Harris • Marwan • Jorge Drexler • Raúl Lavié • Raimundo Amador • Gregory Porter